# ミッドナイト・ジャーナル (本城雅人)
『ミッドナイト・ジャーナル』は、本城雅人の小説。第38回吉川英治文学新人賞受賞作。

## テレビドラマ
『ミッドナイト・ジャーナル 消えた誘拐犯を追え!七年目の真実』（ミッドナイト ジャーナル きえたゆうかいはんをおえ ななねんめのしんじつ）は、テレビ東京系列にて、2018年3月30日21:00 - 22:48に放送された単発スペシャルのテレビドラマ。

### キャスト
- 関口豪太郎 - 竹野内豊
- 藤瀬祐里 - 上戸彩
- 岡田昇太 - 寛一郎
- 辻本剛志 - 徳重聡
- 加藤拓三 - 松尾諭
- 清川愛梨 - 水谷果穂
- 井上美沙 - 水沢エレナ
- 上野学 ‐ 渡辺邦斗
- 河村裕也 ‐ 金児憲史
- 浦山健二 ‐ 高川裕也
- 大原宏樹 ‐ 水間ロン
- 山内則文 ‐ 大鷹明良
- 飯田清次 ‐ 菅田俊
- 関口玲子 ‐ 片岡明日香
- 西野茜 ‐ 坂井悠莉
- 西野佐恵 - 朝加真由美
- 須賀誠 - 升毅
- 外山義柾 - 木下ほうか
- 山上光顕 - 松重豊
- 二階堂實 - 小日向文世
- 高井明 - 大河内浩
- 金井勇太、春木みさよ、紺野ふくた、田中聡元、佐々木明子、高橋みのる、田村三郎、正木佐和　高田健一　ほか

### スタッフ
- 原作 - 本城雅人『ミッドナイト・ジャーナル』
- 脚本 - 羽原大介
- 監督 - 佐々部清
- 脚本協力 - 入江おろぱ
- 警察監修 - バウスプリット
- 技術協力 - キアロスクーロ撮影事務所、GLADSAD、サウンドライズ、アップサイド
- 照明協力 - オフィス・ドゥーイング
- 美術協力 - 東京美工
- プロデューサー - 田淵俊彦（テレビ東京）、元信克則（ユニオン映画）、岡本慶章（ユニオン映画）
- 制作協力 - ユニオン映画
- 制作著作 - テレビ東京